# Mramorje (nekropola u Studencima kod Ljubuškog)
Nekropola Mramorje nalazi se u mjestu Studenci pored Ljubuškoga, na lokalitetu Mramorje.
Neposredno uz groblje sv. Ivana u Gornjim Studencima nalazi se lokalitet sa 74 stećka iz kasnog srednjeg vijeka, i to: 44 ploče, 25 sanduka, 4 sljemenjaka i 1 sanduk s postoljem. Stećci su postavljeni uglavnom u smjeru zapad-istok.
Nekropola u Studencima jedan je od sedam lokaliteta na području Ljubuškoga na kojima je registirano ukupno 214 stećaka, od kojih je 88 ploča, 78 sanduka, 1 sanduk s postoljem, 9 sarkofaga, te 48 ploča i sanduka bez pojedinačnog opisa. 
Od 176 opisanih primjeraka 81 je ukrašen, a od toga 33 sa simbolom križa, što je posebno izraženo na ovom lokalitetu, kao i 
poseban primjerak sanduka visine 90 cm s tri isklesane stepenice visine 4 i 5 cm na gornjoj površini te križem na gornjoj stepenici. Posebnost ovog lokaliteta su brižljivo izrađeni primjerci koji su pripadali bogatijem društvenom sloju. Najčešće zastupljeni simbol na ovom lokalitetu je simbol križa. Zanimljiv je štit s mačem, koji je rijetko viđen u srcolikom obliku, kao na ovom lokalitetu.
Povjerenstvo za očuvanje nacionalnih spomenika lokalitet je 26. svibnja 2008. proglasilo nacionalnim spomenikom Bosne i Hercegovine.